# Irodalomtörténet (revistă)
Irodalomtörténet (în traducere română „Istoria literaturii”, abreviată It.) este o revistă maghiară de istorie literară publicată începând din 1912 de Societatea de istorie literară maghiară. A apărut cu întreruperi până în 1940, pentru ca apoi să aibă o apariție trimestrială. Și-a încetat apariția în 1962, dar a fost republicată începând din 1969 de Academia Maghiară de Științe. 

## Istoric
Revista Irodalomtörténet a fost fondată de Magyar Irodalomtörténeti Társaság (Societatea de istorie literară maghiară), care fusese înființată în 1911 de profesori universitari și de liceu. A reflectat evenimentele literare maghiare contemporane și s-a impus în mediul literar din Ungaria prin studiile și rapoartele elaborate într-un mod științific.
A avut încă de la început o abordare pozitivistă. A fost redactată inițial de membrii Societății de istorie literară maghiară  maghiară, apoi, din 1948, de Institutul de Studii Literare și Culturale al Universității „Eötvös Loránd” din Budapesta. În anii 1948 și 1956, marcați de tulburări politice interne, nu a apărut niciun număr. Irodalomtörténet și-a încetat apariția în 1962, fiind „înlocuită” de revista Kritika. În 1969 a apărut o serie nouă, numerotată cu anul I, dar păstrează în paralel vechea numerotare pentru a indica situația de continuitate.

## Numere publicate[2]
1912:1-10-11.1922:1-10; 12.1923:1-13.1924:1; 14.1925:1-4; 15.1926:1-6; 16.1927:1-8-27.1938:1-8; 28.1939:1-7; 29.1940:1-4-32.1943:1-4; 33.1944:1,3/4; 34.1945:1/4; 35.1946:1/2; 36.1947:1/2; 38.1949:1-2; 1950:1-4-50.1962:1-4; 1969:1-4-84.34.2003:1-4; 85.35.2004:1-4; 86.36.2005:1-4; 87.37.2006:1-4; 88.38.2007:1-4; 89.39.2008:1-90.2009:1-3.

## Redactori-șefi
- Jenő Pintér (1912–1914; 1917–1933)
- Gyula Baros (1914–1917; 1933–1936)
- Zsolt Alszeghy (1936–1941)
- Sándor Kozocsa (1941–1949)
- József Waldapfel (1949–1950)
- János Barta (1950–1952)
- László Bóka (1952–1962)
- Péter Nagy (1969–1992)
- Lóránt Kabdebó (1993–2007)
- Ernő Kulcsár Szabó (2007–)

## Legături externe
- Istoria literară site-ul web.
- Scanare clasa de REAL-J-ben